# فکرینه
فکرینه (به عربی: فكرينة) یک شهرداری در الجزایر است که در استان ام‌البواقی واقع شده‌است.
 فکرینه  ۱۱٬۴۱۳ نفر جمعیت دارد.